# Augustynowo
Augustynowo – wieś w Polsce położona w województwie kujawsko-pomorskim, w powiecie włocławskim, w gminie Izbica Kujawska.
W latach 1975–1998 miejscowość administracyjnie należała do województwa włocławskiego. Według Narodowego Spisu Powszechnego (III 2011 r.) liczyła 156 mieszkańców. Jest czternastą co do wielkości miejscowością gminy Izbica Kujawska.